# ان/ناکا
ان/ناکا (انگلیسی: N/naka) رستورانی دو ستاره
در لس آنجلس است که در سال ۲۰۱۱ توسط نیکی ناکایاما بنیان نهاده شد. نام رستوران تکواژ چندوجهی از نام و نام‌خانوادگی اوست. ماهنامهٔ تخصصی غذا و شراب در سال ۲۰۱۹ این رستوران را در فهرست ۳۰ رستوران برتر جهان قرار داد. نیویورکر این رستوران را برترین رستوران کایسکی آمریکا نامید.